# Kanton Oradour-sur-Vayres
Der Kanton Oradour-sur-Vayres ist ein ehemaliger, bis 2015 bestehender französischer Wahlkreis im Arrondissement Rochechouart, im Département Haute-Vienne und in der Region Limousin; sein Hauptort war Oradour-sur-Vayres. Vertreter im Generalrat des Départements war ab 2008 Guy Baudrier (ADS).
Der fünf Gemeinden umfassende Kanton Oradour-sur-Vayres war 127,77 km² groß und hatte 4136 Einwohner (Stand: 2012).

## Gemeinden
Der Kanton bestand aus fünf Gemeinden:
| Gemeinde              | Einwohner Jahr | Fläche km² | Bevölkerungsdichte | Code INSEE | Postleitzahl |
| --------------------- | -------------- | ---------- | ------------------ | ---------- | ------------ |
| Champagnac-la-Rivière | 568 (2013)     | 24,46      | 23 Einw./km²       | 87034      | 87150        |
| Champsac              | 670 (2013)     | 23,94      | 28 Einw./km²       | 87036      | 87230        |
| Cussac                | 1243 (2013)    | 31,7       | 39 Einw./km²       | 87054      | 87150        |
| Oradour-sur-Vayres    | 1540 (2013)    | 39,09      | 39 Einw./km²       | 87111      | 87150        |
| Saint-Bazile          | 134 (2013)     | 8,58       | 16 Einw./km²       | 87137      | 87150        |